# Comunità ebraica di Pitigliano

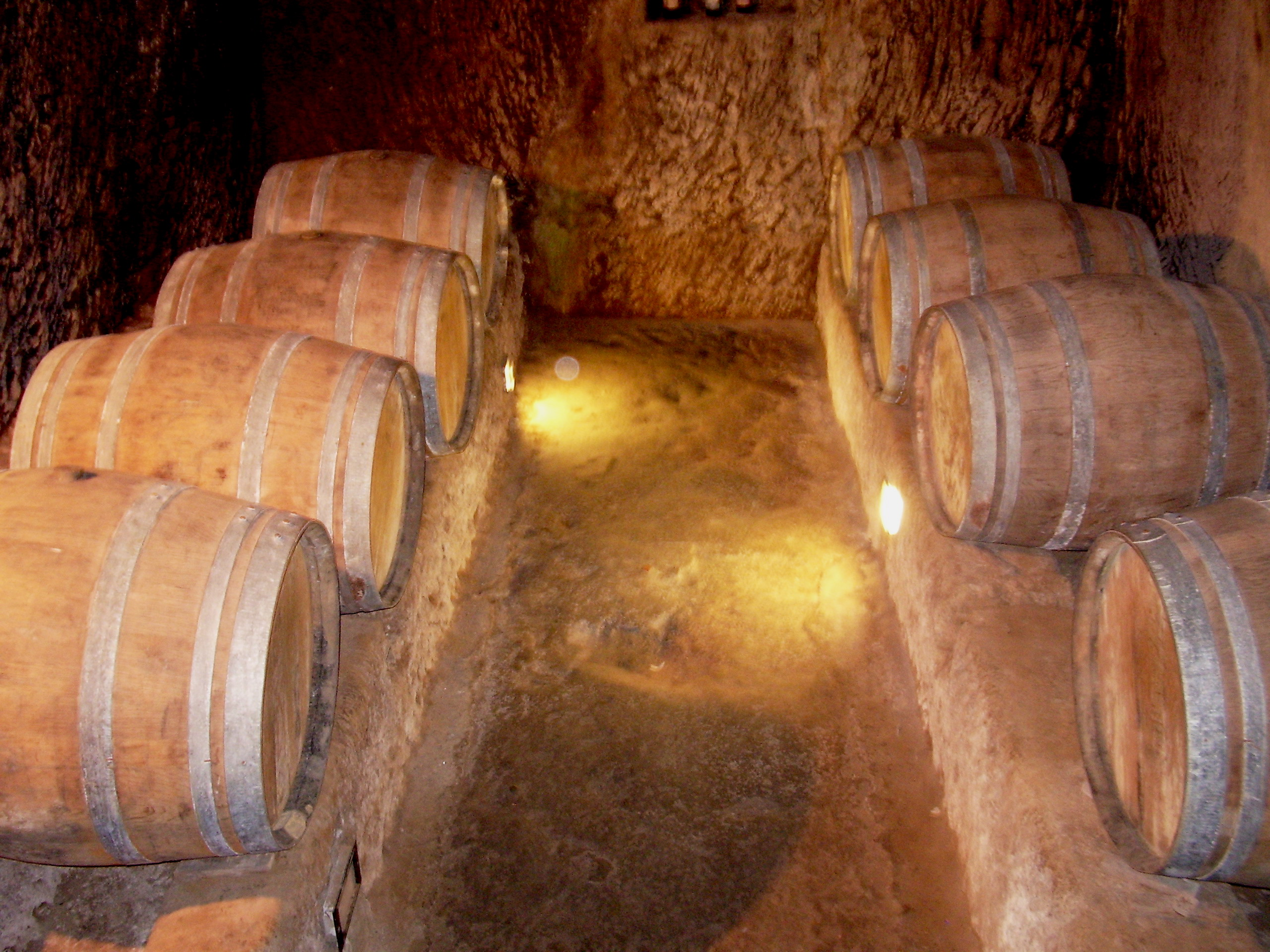
La Cantina Kasher nel quartiere ebraico di Pitigliano

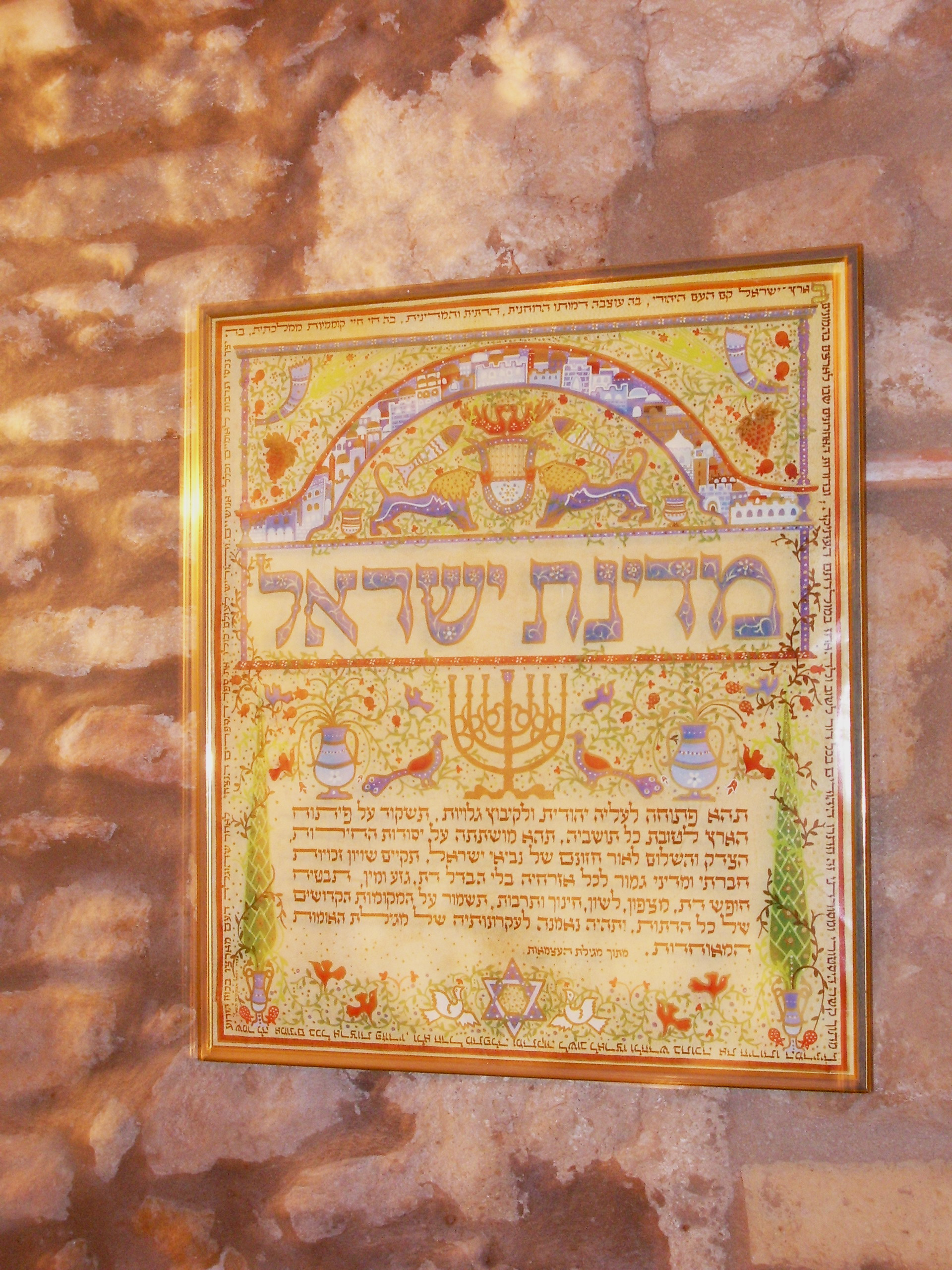
Tavola all'interno del Museo Ebraico di Pitigliano

La comunità ebraica di Pitigliano è un'antica comunità ebraica stabilitasi in Maremma nel XVI secolo.
Pitigliano è nota anche come "la piccola Gerusalemme" per la presenza di una sinagoga e di una comunità ebraica piuttosto numerosa, da sempre integrata con la popolazione locale. La formazione della comunità risale al Cinquecento, quando Pitigliano, per la sua vicinanza con il confine, divenne luogo di rifugio degli ebrei espulsi dallo Stato della Chiesa (1569 e 1593). Il loro numero in rapporto alla popolazione locale (500 su 6.000) ne fece una presenza cospicua non solo per l'agricoltura e il commercio ma anche per la vita culturale del paese. Nacquero a Pitigliano Dante Lattes, Samuele Colombo (che fu rabbino di Livorno), il biologo Mazzini Pergola, l'avvocato e onorevole Ugo Sorani.
Nell'Ottocento comincia il declino della comunità attratta verso centri maggiori dalle opportunità offerte dall'emancipazione. A testimonianza dell'importanza della comunità ebraica pitiglianese rimangono il quartiere del vecchio ghetto con la sinagoga e il cimitero sulla statale per Manciano.

## Pitigliano e la Shoah
Durante la seconda guerra mondiale, nel periodo dell'occupazione tedesca e della Repubblica Sociale Italiana, gli ebrei del paese subirono la deportazione di 22 correligionari, dapprima ristretti a Roccatederighi e Fossoli e quindi annientati nei lager nazisti. Gli altri si dispersero nelle campagne dove, nonostante i rastrellamenti e il rischio continuo di delazioni, poterono contare su una vasta rete di solidarietà. Si dettero alla clandestinità anche i cinque membri della famiglia Paserman-Cukier (3 adulti e 2 bambini) che erano giunti a Pitigliano come rifugiati a domicilio coatto nei primi mesi del 1943. Nell'opera di soccorso agli ebrei si distinsero in particolare Fortunato Sonno e le famiglie Dainelli, Perugini, Nucciarelli, Santarelli, Simonelli, Bisogni e Felici.
Il 18 marzo 2002, l'Istituto Yad Vashem di Gerusalemme ha conferito l'alta onorificenza dei giusti tra le nazioni a Luciano Dainelli con i genitori Vincenzo e Adele Dainelli, a Stefano e Adele Perugini con il figlio Sem, ad Agostino e Annunziata Nucciarelli, a Domenico e Letizia Serri Simonelli, a Martino e Maria Bisogni e, il 30 maggio 2002, a Fortunato Sonno.
Il 19 febbraio 2008 anche il sig. Pietro Felici è stato riconosciuto dall'Istituto Yad Vashem giusto tra le nazioni.